# Ashes
Ashes es el cuarto álbum de estudio de la banda noruega de metal gótico Tristania. Fue lanzado el 24 de enero de 2005 bajo el sello alemán SPV. 
Ashes significó un cambio notorio en el estilo musical de la banda, dejando atrás los coros de ópera de Vibeke Stene, y con un sonido más pesado tanto en términos musicales como líricos.
De particular interés es la falta de participación del violinista Pete Johansen, un miembro habitual en todos los discos hasta ese entonces.
Kjartan Hermansen, webmaster de la página oficial de Tristania, colaboró en la composición de tres canciones.
"Equilibrium" es su sencillo más importante, y tiene uno de los mejores vídeos realizados por la banda a la fecha, siendo el primero en ser lanzado de este disco.
"Libre" es sin duda alguna uno de los tracks más memorables de Tristania por el poderoso alcance vocal que Stene demuestra en esta canción. Fue realizado junto con un vídeo, el segundo y último del álbum.

## Concepto musical
Este trabajo representa un gran avance o evolución en el estilo de la banda, ya que por primera vez se eliminan por completo los coros sinfónicos. En general, el sonido de este álbum es más pesado que el anterior, y mucho más orientado hacia el doom metal tradicional. Acompañamientos más clásicos, como el violoncello y el piano, se escuchan solo en unas cuantas piezas en breves segmentos.
También es notable la ausencia total de sonidos electrónicos y de los componentes de orquesta sinfónica, con la única excepción de las voces de soprano de Vibeke Stene y del barítono Østen Bergøy, quien ayudó a dar forma al estilo de la banda.
En Ashes, resulta aún más trascendental la composición y los vocales de Bergøy, si se compara con los anteriores trabajos de Tristania donde no tuvo una participación tan destacada. 
La voz gutural estuvo a cargo de Kjetil Ingebrethsen quien sustituyó por un breve lapso en esa labor a los anteriores Morten Veland y Ronny Thorsen; sin embargo, fue el único álbum que grabó con la banda luego de que se marchara en 2006.
Por otro lado, Ashes evoca en mucho el metal progresivo, con largos intermedios instrumentales y cambios de guitarra, así como una batería muy bien dedicada. Los teclados crean una atmósfera oscura en algunas piezas en el momento preciso.

## Reediciones
Un aspecto que criticaron muchos fanes fue su relativamente corta duración original, (solo 42:39 minutos y 7 canciones), algo inexplicable en vista del largo receso que se tomó la banda luego de su anterior trabajo. 
En el proceso de ediciones posteriores, son agregadas "Bird" y finalmente "The Gate" como una pista adicional intercalado. Esta última es una pieza larga y muy compleja en la que destaca un inicio con piano de Einar Moen presente a todo lo largo de la canción y luego la repentina voz gutural de Kjetil Ingebrethsen. Está incluido sólo hasta en ediciones muy tardías. 
Con estas dos piezas, Ashes tiene una duración de 54:33 minutos.

## Lista de canciones
- Toda la música y letras por Tristania, excepto donde se indica. (Copyright Control)

1. "Libre" – 4:30 (Lyrics: Kjartan Hermansen)
2. "Equilibrium" – 5:49
3. "The Wretched" – 7:00 (Lyrics: Kjartan Hermansen)
4. "Cure" – 5:59
5. "Circus" – 5:09 (Lyrics: Kjartan Hermansen)
6. "Shadowman" – 6:31
7. "Endogenisis" – 7:37

Pistas adicionales:
- "Bird" – 5:09 (Jewel Case) [última pista]
- "The Gate" – 6:45 (Digipack) [incluye "Bird" como última pista y "The Gate" entre "Shadowman" y "Endogenisis"]

- La edición especial para Norteamérica incluye el videoclip de "Equilibrium" y una cubierta alternativa con Vibeke en ella, más ambos bonus tracks.

## Créditos
- Vibeke Stene - Voz femenina
- Kjetil Ingebrethsen - Voz gutural
- Østen Bergøy - Voz limpia masculina
- Anders H. Hidle - Guitarras, voces adicionales
- Rune Østerhus - Bajo
- Einar Moen - Sintetizadores y programación, piano, voces adicionales
- Kenneth Olsson - Batería

Miembros de Sesión:
- Hans Josef Groh - Chelo en "The Wretched", "Shadowman" & "Endogenisis" (grabado en el Fagerborg Studio de Noruega).